# Parvoscincus sisoni
Parvoscincus sisoni — вид сцинкоподібних ящірок родини сцинкових (Scincidae). Ендемік Філіппін.

## Поширення і екологія
Parvoscincus sisoni мешкають в горах Центрального хребта на острові Панай, зокрема на горі Маджа-Ас. Вони живуть в тропічних лісах, від 900 до 1125 м над рівнем моря.

## Збереження
МСОП класифікує цей вид як вразливий. Parvoscincus sisoni загрожує знищення природного середовища.